# Patrick De Groote
Patrick De Groote (Brugge, 13 oktober 1958) is een voormalig Belgisch Vlaams-nationalistisch politicus voor de N-VA.

## Levensloop
De Groote volgde in het middelbaar onderwijs de richting menswetenschappen aan het Sint-Jozefsinstituut in Torhout en voltooide vervolgens de lerarenopleiding aan het departement RENO van de Katholieke Hogeschool Zuid-West-Vlaanderen in dezelfde gemeente. Van 1978 tot 2004 werkte hij als onderwijzer in het lager onderwijs.
Hij werd politiek actief bij de Volksunie en was actief bij de jongerenafdeling in Oostkamp, waar hij van 1989 tot 2018 in de gemeenteraad zetelde. Nadat de Volksunie in 2001 uiteenviel, koos De Groote ervoor om zich aan te sluiten bij de N-VA. 
Bij de federale verkiezingen van mei 2003 stond hij als eerste opvolger op de N-VA-lijst voor de Kamer van volksvertegenwoordigers in de kieskring West-Vlaanderen. Van 30 juli 2004 tot aan de verkiezingen van 10 juni 2007 was hij effectief volksvertegenwoordiger ter opvolging van Geert Bourgeois, die verkozen was in het Vlaams Parlement. Van 31 december 2008 tot 13 juni 2010 was hij opnieuw Kamerlid ter opvolging van minister Stefaan De Clerck. In zijn tweede periode als Kamerlid zetelde hij in de commissies Landsverdediging en Infrastructuur, Verkeer en Overheidsbedrijven.
Daarna was De Groote van 6 juli 2010 tot 25 mei 2014 als opvolgend rechtstreeks gekozen senator lid van de Senaat. Hij zetelde er van 2010 tot 2014 in de commissies Buitenlandse Betrekkingen en Landsverdediging en Financiën en Economische Aangelegenheden en van 2010 tot 2013 in de commissie Sociale Aangelegenheden. In december 2013 diende hij een voorstel in voor eerherstel van de tijdens de Eerste Wereldoorlog in Nederland geïnterneerde soldaten. Tevens werd hij van 2010 tot 2011 en opnieuw van 2013 tot 2014 afgevaardigd naar de Parlementaire Assemblee van de Raad van Europa.
Bij de verkiezingen van mei 2014 was hij geen kandidaat meer en bijgevolg eindigde zijn parlementaire loopbaan. De Groote keerde vervolgens tot aan zijn pensioen in 2019 terug naar het onderwijs. In 2018 verliet hij eveneens de lokale politiek.